# Colocleora thalie
Colocleora thalie là một loài bướm đêm trong họ Geometridae.